# Мусіяка Віктор Лаврентійович
Ві́ктор Лавре́нтійович Мусія́ка  (28 червня 1946, Безводне, Миколаївський район, Миколаївська область — 22 липня 2019) — український юрист та політик, один з авторів тексту Конституції України, колишній лідер партії «Вперед, Україно!». Професор Києво-Могилянської академії.

## Освіта
- 1973 року закінчив Харківський юридичний інститут, аспірантуру при інституті.
- Кандидатська дисертація «Солідарна відповідальність за спільне заподіяння шкоди» (1977).

## Кар'єра
- Жовтень 1964 — листопад 1965 — фрезерувальник Суднобудівного заводу імені 61 комунара, місто Миколаїв.
- Листопад 1965 — грудень 1968 — служба в армії.
- Січень — травень 1969 — слюсар Ольшанського цементного заводу.
- Травень — серпень 1969 — робітник радгоспу «Криничанський», Миколаївська область.
- 1969—1973 — студент Харківського юридичного інституту.
- Листопад 1973 — листопад 1976 — аспірант кафедри цивільного права, з грудня 1976 — асистент, з червня 1978 — старший викладач, з червня 1980 — доцент, жовтень 1980 — січень 1984 — заступник секретаря парткому, з листопада 1985 — в.о. завідувача кафедри, завідувач кафедри цивільного права, січень 1984 — квітень 1986 — декан заочного факультету, грудень 1986 — квітень 1988 — проректор з навчально-методичної роботи, квітень 1988 — квітень 1990 — старший науковий працівник, червень 1991 — серпень 1994 — в.о. завідувача кафедри, завідувач кафедри основ підприємництва і фінансового права, з листопада 1992 — професор Харківського юридичного інституту (з березня 1991 — Українська державна юридична академія, потім — Національна юридична академія імені Ярослава Мудрого).
- Вересень 2000 — березень 2001 — директор Центру комерційного права.
- 2000—2002 — професор, завідувач кафедри галузевих правничих наук правничого факультету Національного університету «Києво-Могилянська академія».

Голова наглядової ради Центру розвитку українського законодавства (з грудня 1999).
Академік Міжнародної академії комп'ютерних наук і систем (з 1998).

## Політична діяльність
В 1994 розпочинає політичну діяльність. Народний депутат України 2-го скликання з квітня 1994 р. по квітень 1998 р., висунутий виборцями. Член групи «Реформи». Член Комісії з питань правової політики і судово-правової реформи.
З листопада 1995 р. по червень 1996 р. — постійний представник Президента України у Верховній Раді України.
З жовтня 1996 р. по квітень 1998 р. — заступник Голови ВР України. Потім — головний консультант Науково-експертного управління Секретаріату ВР України, заступник директора з наукової роботи Інституту законодавства ВР України.
Очолював дві ТСК: по доопрацюванню проекту Закону України про місцеве самоврядування в Україні (1996); для підготовки проекту Цивільного кодексу України (1997).
До квітня 1998 був членом Координаційної ради з питань місцевого самоврядування при Президентові України.
У 1998 році очолює виборчий блок «Вперед, Україно!», який брав участь у Парламентських виборах 1998 року, однак до парламенту не потрапляє — блок набрав лише 1,73 % голосів.
У 1999 році В.Мусіяка очолює новостворену партію Вперед, Україно!. На виборах 2002 року потрапляє до Верховної ради 4-го скликання за списками блоку «Наша Україна», до якого входила і очолювана ним партія Вперед, Україно!.
Діяльність В. Мусіяки у Парламенті з 04.2002 р. по 05.2006 р. позначена кількома переходами по фракціях:
| Фракція                                      | Термін                  |
| -------------------------------------------- | ----------------------- |
| Фракція «Наша Україна»                       | 15.05.2002 — 30.05.2002 |
| Група «Європейський вибір»                   | 04.03.2003 — 20.11.2003 |
| Фракція «Регіони України»                    | 20.11.2003 — 16.06.2004 |
| Група «Центр»                                | 01.07.2004 — 01.02.2005 |
| Група «Демократична Україна»                 | 24.03.2005 — 08.09.2005 |
| Фракція політичної партії «Вперед, Україно!» | 08.09.2005 — 04.11.2005 |

В. Мусіяка голова підкомітету з питань законодавчого забезпечення політичної реформи, парламентської реформи та організації парламентського контролю Комітету Верховної Ради з питань правової політики.

Могила Віктора Мусіяки, Байкове кладовище

У парламентських виборах 2006 року В.Мусіяка очолює список партії «Вперед Україно!», яка не потрапляє до Верховної Ради, набравши лише 0,02 % голосів.
У парламентських виборах 2007 участі не брав.
У 2014—2015 рр. — член Конкурсної комісії, до повноважень якої входить висунення кандидатур на посаду директора Національного антикорупційного бюро України. Призначений за квотою ВРУ.
Раптово помер від інфаркту 22 липня 2019 року. Похований на Байковому кладовищі (ділянка № 33).

## Нагороди та відзнаки
- Орден Свободи (28 червня 2021, посмертно) — за значний особистий внесок у державне будівництво, зміцнення національної безпеки, соціально-економічний, науково-технічний, культурно-освітній розвиток Української держави, вагомі трудові досягнення, багаторічну сумлінну працю та з нагоди 25-ї річниці прийняття Конституції України[11]
- Заслужений юрист України (1 листопада 1996) — за значний особистий внесок у розробку і прийняття Конституції України, активну законотворчу роботу[12]
- Член-кореспондент Міжнародної академії комп'ютерних наук і систем з 1993 р.
- Державний службовець 1-го рангу з 07.1998 р.
- Нагороджений медаллю «За трудову відзнаку» (1986 р.).

## Творчість
Автор, співавтор близько 120 наукових праць, зокрема книг:
- «Радянське цивільне право» (1983 р., співавтор),
- «Авторські договори» (1988 р.),
- «Цивільно-правовий захист прав громадян» (1993 р., співавтор),
- «Правове регулювання підприємницької діяльності» (1995 р.).

## Виноски
1. ↑  Помер один з авторів Конституції України Віктор Мусіяка
2. ↑  Указ Президента України від 23 листопада 1995 року № 1086/95 «Про Постійного представника Президента України у Верховній Раді України»
3. ↑  Указ Президента України від 26 липня 1996 року № 598/96 «Про увільнення В. Мусіяки з посади Постійного представника Президента України у Верховній Раді України»
4. ↑  Постанова Верховної Ради України від 3 жовтня 1996 року № 402/96-ВР «Про обрання заступника Голови Верховної Ради України»
5. ↑  Архівована копія. Архів оригіналу за 1 серпня 2012. Процитовано 27 серпня 2007.{{cite web}}:  Обслуговування CS1: Сторінки з текстом «archived copy» як значення параметру title (посилання)
6. ↑  http://gska2.rada.gov.ua/pls/site/p_exdeputat_fr_changes?d_id=759&SKL=5%5Bнедоступне+посилання+з+липня+2019%5D
7. ↑  Постанова Центральної виборчої комісії від 2 січня 2006 року № 3 «Про реєстрацію кандидатів у народні депутати України, включених до виборчого списку політичної партії "Вперед, Україно!"»
8. ↑  Постанова Верховної Ради України від 25 грудня 2014 року № 64-VIII «Про формування комісії з проведення конкурсу на зайняття посади Директора Національного антикорупційного бюро України»
9. ↑  «Студенти його любили» — попрощалися з одним із авторів Конституції Віктором Мусіякою
10. ↑  Помер один з авторів Конституції України Віктор Мусіяка. LB.ua. 22 липня 2019. Процитовано 17 вересня 2023.
11. ↑  Указ Президента України від 28 червня 2021 року № 274/2021 «Про відзначення державними нагородами України з нагоди Дня Конституції України»
12. ↑  Указ Президента України від 1 листопада 1996 року № 1032/96 «Про присвоєння почесного звання "Заслужений юрист України"»